# Биркенберг, Виктор Сергеевич
Биркенберг Виктор Сергеевич (1890—1938) — советский архитектор, художник, реставратор.

## Биография
Виктор Сергеевич Биркенберг родился в 1890 году в Москве в семье с немецкими корнями. В 1913 году, будучи учеником Высшего Художественного училища при Императорской Академии Художеств, получил задание от Императорского Русского военно-исторического общества и открытый лист от Императорской археологической комиссии на изучение Гремячей башни в Пскове. Первый реставратор памятника.
В середине 1930-х работал во 2-й архитектурно-проектной мастерской Моссовета под руководством А. В. Щусева.
25 апреля 1938 года Виктор Сергеевич был арестован по обвинению в шпионаже. 15 сентября того же года Биркенберг был расстрелян и захоронен в посёлке Коммунарка под Москвой. Реабилитирован 10 ноября 1956 года ВКВС СССР.

## Основные постройки
- Жилой дом № 10 на Ленинградском проспекте в Москве (1940)